# 1932년 하계 올림픽 복싱
1932년 하계 올림픽 복싱은 미국 로스앤젤레스에서 개최된 1932년 하계 올림픽의 종목이다. 1932년 8월 9일부터 13일까지 진행되었으며, 18개국에서 선수 85명이 참가하였다.

## 경기장
| 도시         | 경기장                   | 원어명                   | 비고 |
| ------------ | ------------------------ | ------------------------ | ---- |
| 로스앤젤레스 | 그랜드 올림픽 오디토리움 | Grand Olympic Auditorium |      |

## 참가국
복싱 종목은 18개국에서 선수 85명이 참가하였다.
| - 그리스 - 남아프리카 공화국 - 뉴질랜드 - 덴마크 - 멕시코 - 미국 | - 스웨덴 - 아르헨티나 - 아일랜드 - 영국 - 이탈리아 - 일본 1 | - 캐나다 - 핀란드 - 필리핀 - 프랑스 - 헝가리 |

1 일본 대표로 출전한 대한민국 출신 선수 1명이 포함되어 있다.

## 메달리스트
| 종목                | 금                                    | 은                           | 동                                  |
| ------------------- | ------------------------------------- | ---------------------------- | ----------------------------------- |
| 플라이급 자세히     | 에네케스 이스트반 · 헝가리            | 프란시스코 카바냐스 · 멕시코 | 루이스 셀리카 · 미국                |
| 밴텀급 자세히       | 호레이스 진 · 캐나다                  | 한스 지글라르스키 · 독일     | 호세 빌라누에바 · 필리핀            |
| 페더급 자세히       | 카르멜로 로블레도 · 아르헨티나        | 요세프 슬라인코퍼 · 독일     | 알란 카를손 · 스웨덴                |
| 라이트급 자세히     | 로런스 스티븐스 · 남아프리카 공화국   | 투레 알크비스트 · 스웨덴     | 네탄 보 · 미국                      |
| 웰터급 자세히       | 에드워드 플린 · 미국                  | 에리히 캄페 · 독일           | 브루노 알베리 · 핀란드              |
| 미들급 자세히       | 카먼 버스 · 미국                      | 아마도 아자르 · 아르헨티나   | 어네스트 페어스 · 남아프리카 공화국 |
| 라이트헤비급 자세히 | 데이비드 카스턴스 · 남아프리카 공화국 | 지노 로시 · 이탈리아         | 페테르 외르겐센 · 덴마크            |
| 헤비급 자세히       | 산티아고 로벨 · 아르헨티나            | 뤼지 로바티 · 이탈리아       | 프레더릭 피어리 · 미국              |

## 메달 집계
| 순위 | 국가              | 금메달 | 은메달 | 동메달 | 합계 |
| ---- | ----------------- | ------ | ------ | ------ | ---- |
| 1    | 아르헨티나        | 2      | 1      | 0      | 3    |
| 2    | 미국              | 2      | 0      | 3      | 5    |
| 3    | 남아프리카 공화국 | 2      | 0      | 1      | 3    |
| 4    | 캐나다            | 1      | 0      | 0      | 1    |
| 4    | 헝가리            | 1      | 0      | 0      | 1    |
| 6    | 독일              | 0      | 3      | 0      | 3    |
| 7    | 이탈리아          | 0      | 2      | 0      | 2    |
| 8    | 스웨덴            | 0      | 1      | 1      | 2    |
| 9    | 멕시코            | 0      | 1      | 0      | 1    |
| 10   | 덴마크            | 0      | 0      | 1      | 1    |
| 10   | 핀란드            | 0      | 0      | 1      | 1    |
| 10   | 필리핀            | 0      | 0      | 1      | 1    |
| 합계 | 합계              | 8      | 8      | 8      | 24   |

## 참고 자료
- (영어) 국제 올림픽 위원회 메달리스트 데이터베이스
- (영어) “Boxing at the 1932 Los Angeles Summer Games”. sports-reference.com. 2008년 8월 26일에 원본 문서에서 보존된 문서. 2011년 5월 26일에 확인함.

| 올림픽 복싱     |                                           |             |
| 이전            | 1932년 하계 올림픽 복싱 로스앤젤레스 1932 | 다음        |
| 암스테르담 1928 | 1932년 하계 올림픽 복싱 로스앤젤레스 1932 | 베를린 1936 |
|                 |                                           |             |
|                 |                                           |             |